# Czesław Sawicz
Czesław Sawicz (ur. 10 sierpnia 1926 w Wapienicy k. Święcian, zm. 9 maja 2016 w Olsztynie) – żołnierz Armii Krajowej, więzień Gułagu, działacz środowisk kombatackich i kresowych.

## Życiorys
W 1928 roku przeniósł się z rodziną do Wilna, gdzie ukończył szkołę podstawową i rozpoczął naukę w szkole zawodowej. Był również członkiem 25 wileńskiej drużyny harcerskiej. Walczył w obronie Wilna przed wojskami sowieckimi we wrześniu 1939 roku. Po zajęciu miasta przez wojska niemieckie w czerwcu 1941 roku, dzięki fałszywym dokumentom wystawionym nazwisko na volksdeutscha Johana Horsky z Poznania, został skierowany do pracy na kolei, gdzie prowadził akcje sabotażowe. Był członkiem Związku Walki Zbrojnej a następnie Armii Krajowej. W 1943 roku został członkiem oddziału ppor. Antoniego Burzyńskiego ps. „Kmicic”, przekształconego następnie w 5 Wileńską Brygadę AK, którą – po aresztowaniu Burzyńskiego przez Sowietów w sierpniu 1943 roku – przejął pod dowództwo mjr Zygmunt Szendzielarz ps. „Łupaszka”. Natomiast w 1944 roku przeszedł do 4 Wileńskiej Brygady AK „Narocz” pod dowództwem kpt. Longina Wojciechowskiego ps. „Ronin”. W szeregach tej jednostki brał udział w operacji „Ostra Brama”, walcząc m.in. pod Mejszagołą i Krawczunami. W dniu 18 lipca 1944 roku wraz z innymi żołnierzami został internowany i rozbrojony w Miednikach Królewskich. Stąd został wywieziono go do obozu Kałudze, gdzie – po nieudanej próbie ucieczki – oskarżono go o dezercję, szpiegostwo oraz zdradę ojczyzny i zaocznie skazano na 8 lat łagrów. Karę odbywał w na terenie obwodu kałuskiego oraz obecnego Kazachstanu, pracując m.in. w kamieniołomach, przy spławianiu drewna, w fabryce zapałek oraz kopalni miedzi. W 1952 roku został na trzy lata zesłany do Kraju Krasnojarskiego. Do Polski powrócił w 1955 roku i zamieszkał w Olsztynie.

Był wieloletnim prezesem Zarządu Wojewódzkiego Stowarzyszenia Polskich Kombatantów w Olsztynie oraz wiceprezesem  Stowarzyszenia Historycznego im. gen. Stefana Roweckiego „Grota”. Po śmierci został pochowany na cmentarzu komunalnym w Olsztynie przy ul. Poprzecznej.

## Odznaczenia
Za swe zasługi został odznaczony m.in. Krzyżem Oficerskim Orderu Odrodzenia Polski, Krzyżem Armii Krajowej, Krzyżem Zesłańców Sybiru oraz Medalami: Pro Patria i Pro Memioria.